# 泰诺族
泰诺人（Taíno）隶属阿拉瓦克人（Arawak），是加勒比地区主要原住民之一。在15世纪后期欧洲人到达之前，是古巴、牙买加、伊斯帕尼奥拉岛（现在的海地和多明尼加共和国）、大安的列斯群岛中的波多黎各、小安的列斯群岛北部和巴哈马等地最主要的居民，在那里他们被称为卢卡亚人（Lucayans），他们所说的泰诺语，属于阿拉瓦克语系（Arawakan）之一。
泰诺人的祖先是从南美进入加勒比地区的。按接触时间的不同，泰诺人被分为三类：西泰诺人（牙买加、古巴大部、巴哈马）；典型泰诺人（伊斯帕尼奥拉岛和波多黎各）；东泰诺人（小安的列斯群岛北部）。泰诺族群与小安的列斯群岛南部的加勒比人存在冲突。
在1492年哥伦布的船队到达时，伊斯帕尼奥拉岛（现在的多明尼加和海地）有五位泰诺酋长和五块领地，每块领地作为贡土，由各自的大首领（酋长）执掌。埃伊地（Ayiti，高山之地）是整个伊斯帕尼奥拉岛的泰诺土著名，该名字在海地克里奥尔语中一直作为对“海地”的称呼而延用至今。
古巴，大安的列斯群岛中最大岛屿，原划归29个酋长。后来大部分原定居点变成了西班牙殖民城市，但仍保留了原来的泰诺名称，譬如：哈瓦那、巴塔瓦诺（Batabanó）、卡马圭、巴拉科阿、巴亚莫等。古巴一词来自泰诺语，其确切含义不清楚，但它可被译为“沃土辽阔”（cubao），或“好地方”（coabana）。
波多黎各也作为世袭领地归属于泰诺部落酋长。在西班牙征服时，最大的泰诺人集聚区可能超过了3000人。
泰诺人历史上的邻敌是另一起源于南美的民族——加勒比人，主要生活在小安的列斯群岛。两个族群间的关系一直是众多学术研究的主要科题。在15世纪的大部分时期中，由于受加勒比人的侵袭，泰诺人逐渐被驱往加勒比地区东北（现今南美之外的地区）。众多妇女遭虏掠，导致很多加勒比妇女都会讲泰诺语。
西班牙人在1492年第一次抵达巴哈马群岛、古巴、伊斯帕尼奥拉岛，而后进入波多黎各。由于首次远征中，西班牙人没有带女性，因此，他们就与泰诺妇女同居，结果导致混血儿（麦士蒂索儿童）的出现。在海地，西班牙人对泰诺妇女的性侵行为也屡见不鲜。学者们认为，在古巴存在大量的麦士蒂索人（种族与文化的混合），类似情况的，还有几个遗存止19世纪的印第安村庄。
在西班牙殖民者定居后，泰诺族就成为一个灭绝的种族，主要原因是他们缺乏对舊大陸传染病的免疫能力。第一次记录在伊斯帕尼奥拉岛爆发的天花病疫是在1518年12月或1519年1月，将近90%的当地人死于这场瘟疫。另外，殖民者带来的战争以及残酷奴役，还造成了更多人的死亡。到1548年，本地人口已降至不足500人。

## 术语

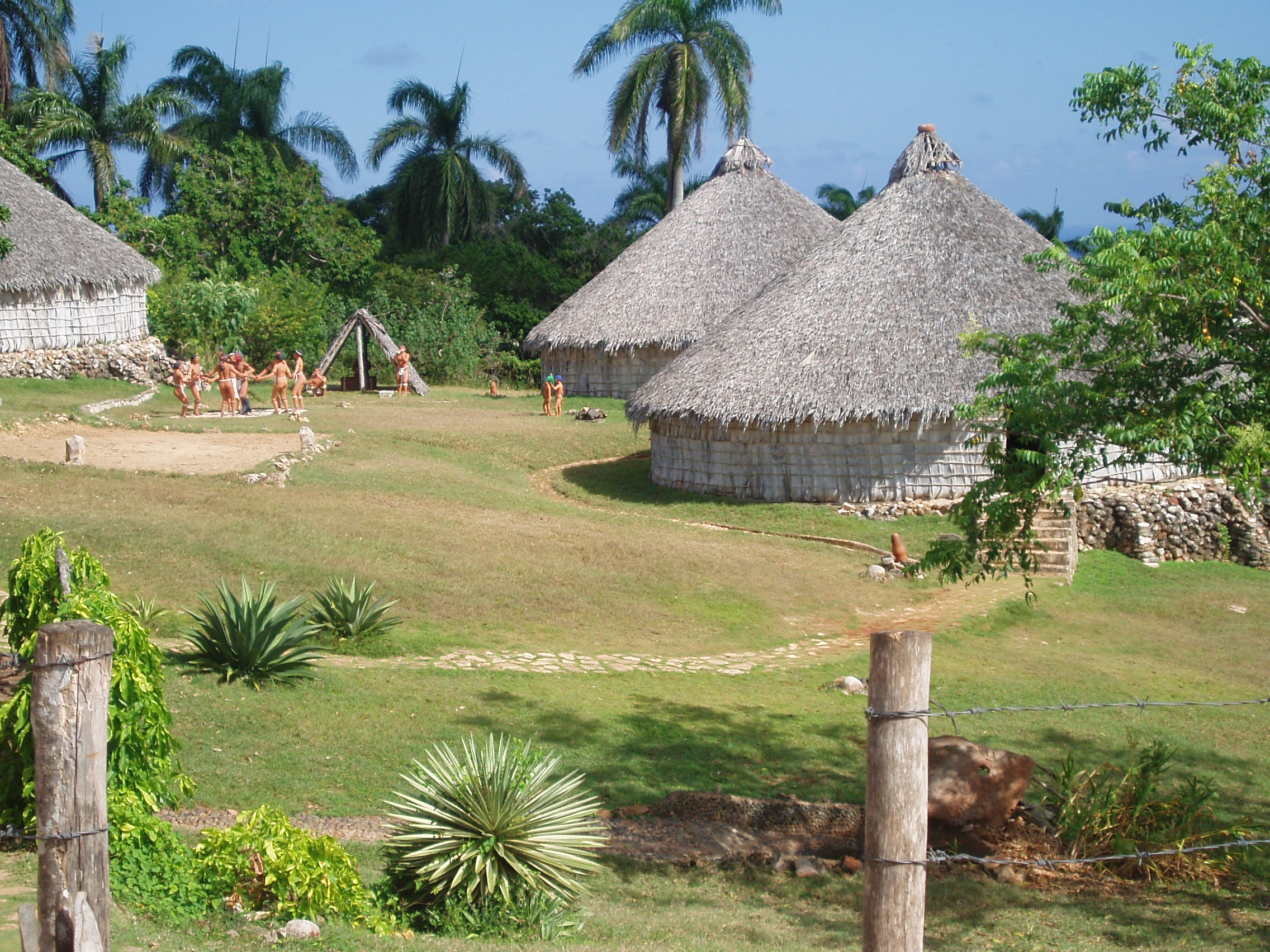
古巴一个重建的泰诺人村庄

泰诺人或泰诺文化，被一些权威机构划归为阿拉瓦克人的一支，因为他们都是同一语族的后裔。早期人类学家丹尼尔·加里森·布林頓称他们为“岛屿阿拉瓦克人”，该名字是阿拉瓦坎语的“木薯粉”一词，他们的一种主食。而阿拉瓦坎语系是由遍布于加勒比地区和中、南美各地的语言所组成。
当代学者已经认识到，泰诺已进化为一种独特的语言和文化。泰诺和阿拉瓦克常被作家、旅游者、历史学家、语言学家和人类学家交替使用。“泰诺人”仅用来指大安的列斯群岛部落，或包含巴哈马群岛部落，或添加了背风群岛部落，或是除波多黎各和背风部落外的所有部落。“岛屿泰诺”是指那些生活在向风群岛上的部落，即加勒比地区北方部落，或居住在任何一个岛屿上的部落。
现代历史、语言和人类学家目前都认为，泰诺一词应是指除加勒比人外的所有泰诺/阿拉瓦克部落。人类学家或史学家从未将加勒比人与泰诺/阿拉瓦克人看着是同一种族。而语言学家则继续争论加勒比语是否属于阿拉瓦坎方言或克里奥尔语，或许是一种单独的、混杂了阿拉瓦坎语的皮钦语(Pidgin)。
洛兹(Rouse)将大安的列斯群岛（除古巴西端）、巴哈马群岛以及小安的列斯群岛北部的所有居民都归为泰诺人。他将泰诺人细分为三种：典型泰诺人，大多来自波多黎各和多明尼加共和国；西泰诺人或子泰诺人主要来自牙买加、古巴（除西端）和巴哈马群岛；东泰诺人则是从维尔京群岛迁至蒙特塞拉特岛的。

## 起源
目前关于西印度群岛土著民的起源有两种理论。
- 其中之一提出，泰诺人的祖先来自亚马逊盆地中部，并且与雅诺马马人有关。这是通过语言、文化和陶瓷等证据来证明的。他们先是迁到北部海岸的奥里诺科河谷。从那里，经现在的圭亚那和委内瑞拉进入特立尼达岛，抵达西印度群岛，然后再沿小安的列斯群岛到达古巴和巴哈马群岛。支持这一理论的证据包括这些人在奥里诺科河谷的古文化遗迹以及他们的亚马逊盆地语言。[10][11][12]

- 另一种称为“环加勒比海”的理论争称，泰诺人的祖先源自哥伦比亚安第斯地区。提出这一概念的美国人类学家“朱利安·海恩斯·斯图尔特”(Julian H. Steward)，表明了从安第斯山脉到西印度群岛的迁移过程以及向中美洲、圭亚那、委内瑞拉和南美亚马逊盆地的并行迁移过程。

作为史实的泰诺文化据信在西印度群岛已高度发达。泰诺人创作的故事说，他们出自现今伊斯帕尼奥拉岛上一座圣山的山洞中。在波多黎各，21世纪的研究显示，极高比例的人群都带有美洲印第安人线粒体基因组(MtDNA)。而在发现的两个主要单倍型基因中，有一个在泰诺祖先组中并不存在，因此，其他美洲印第安人也是泰诺人基因祖先之一。

## 粮食和农业

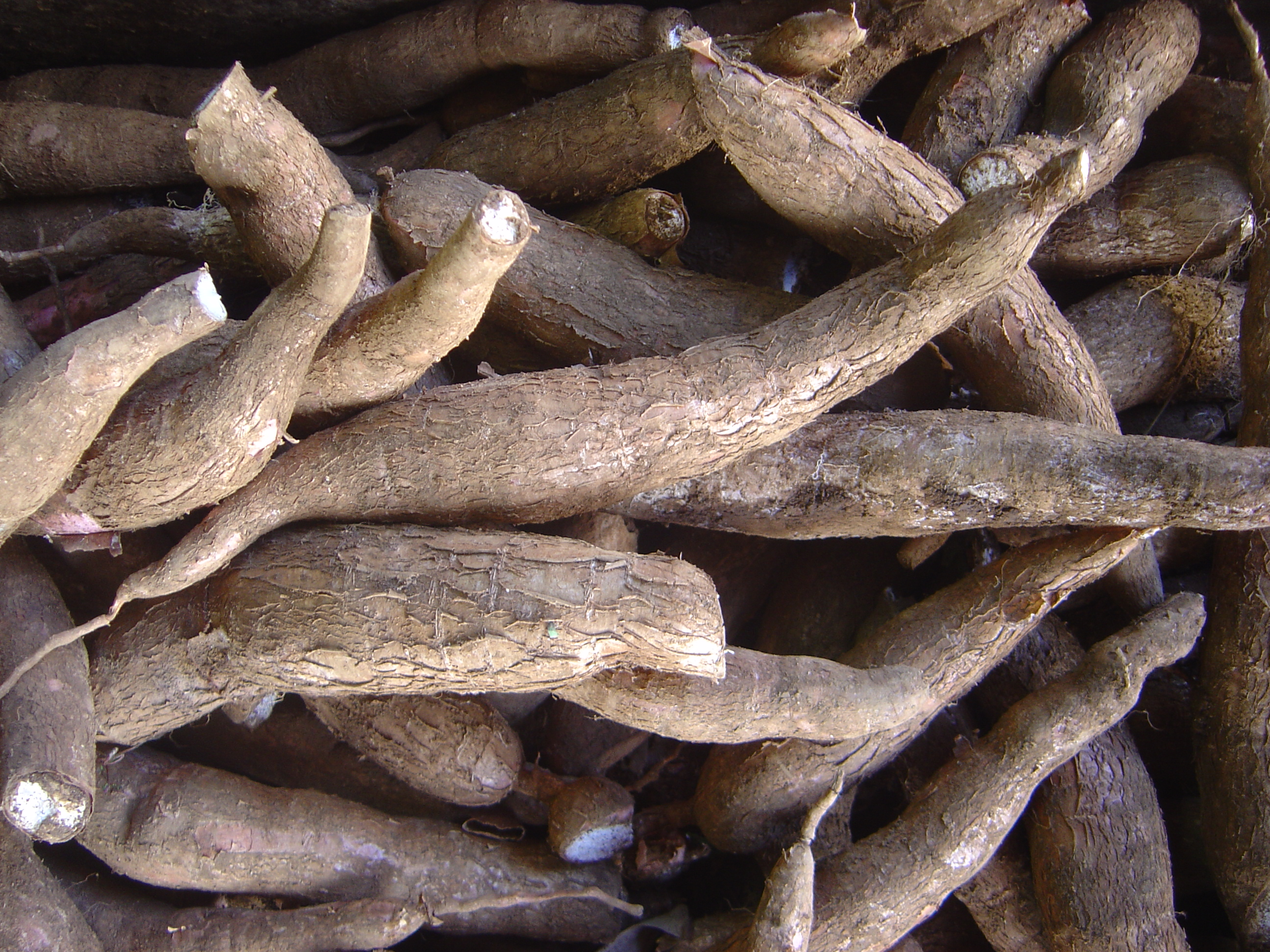
木薯(尤卡)，是泰诺族的主要作物

泰诺人的主食包括蔬菜、水果、肉类和鱼。因西印度群岛从无原生大型动物，因此，他们捕捉和食用小型动物，如硬毛鼠及其他哺乳动物、蚯蚓、蜥蜴、海龟和鸟类。他们用渔叉抓海牛，使用网、叉、毒、篱或钓钩来捕鱼；利用驯化的鸟来诱捕野生鹦鹉，从树上和其他植物中抓鬣蜥。泰诺人还饲养动物以长期食用：鱼和海龟分别被养在堰池里，硬毛鼠和犬则被关进畜栏中。
由于该地区缺乏较大规模的狩猎活动，泰诺人都成为了技艺娴熟的渔民。其中一种捕鱼技术就是雷莫拉（䲟鱼）钓，即用鱼线将䲟鱼系在独木舟，等待䲟鱼将自身吸附到另一条更大的鱼身上，甚至是海龟身上。一旦吸到，男人们就会跳入水中，将它们捕捞上来。泰诺人使用的另一种捕鱼方法是，将切碎的番泻叶(senna)灌木根茎抛到附近的小溪或河流中，一旦鱼吃下这种饵食，就会被麻醉很长时间，渔民就可抓获它们。这种毒并不妨碍鱼的食用性。大部分泰诺族男孩还常在浅水和红树林中采拾贻贝和牡蛎。
在波多黎各、伊斯帕尼奥拉岛和牙买加等较开化的岛屿上，泰诺群体更多地依赖物于农业。重要的块根作物地，如作为主食的木薯，事先通过堆土(Conucos)改善土壤排水和肥力，并延缓侵蚀，使作物能更长时间地储存在地下。不太重要的作物耕地，如玉米地，只是通过简单地刀耕火种方式进行清理。通常情况下，Conucos高3英尺，周长九英尺，排列成行。主要块根作物是尤卡/木薯、一种栽培的可食用木本灌木和淀粉块根，使用一种木制锄头“Coa”来种植。妇女们加工处理各种有毒木薯，通过压榨挤出毒汁，再将根块磨粉后烤成面包。甘薯（红薯）是接下来另一种重要的块根作物。
而南美大陆上的做法相反，他们并不将玉米磨粉烤面包，而是直接将玉米棒煮熟后吃掉。在大陆，玉米面包发霉的速度较西印度群岛高湿环境下的木薯面包更快。泰诺人还栽种南瓜、豆类、辣椒、花生、菠萝、烟草、葫芦（西印度南瓜）并在屋子周围种植棉花。其他水果和蔬菜如：棕榈果，番石榴和泽米(Zamia)根等均采自野外。

## 西班牙人与泰诺人
1492年10月12日，哥伦布和他的船员登上了巴哈马群岛的一个小岛上，这是泰诺人遇到的首批欧洲人。哥伦布描述泰诺人身材高大、体格匀称，性格善良、高尚。 哥伦布曾写道：
他们与我们进行了交换，把他们最好的东西给了我们，...他们取悦我们...他们非常温和，没有恶意；既不杀戮也不偷盗...殿下可以相信他们是这个世界上最好的人...他们爱邻居如自己，有这个世界上最甜美的语辞，并且很温顺、很开朗。
当时，泰诺人的邻居有古巴西端的“瓜纳哈塔贝人”(Guanahatabeys)、小安的列斯群岛中瓜德罗普到格林纳达的“岛屿加勒比人”、佛罗里达的“蒂穆夸人”(Timacua)和“艾斯(Ais)部落”。泰诺人原称的瓜纳哈尼(Guanahaní)，被哥伦布改名为“圣萨尔瓦多”（西班牙语为“神圣救世主”），而哥伦布对泰诺人“印第安人”的称呼，现已涵盖西半球所有的原住民。有一群泰诺人曾陪同哥伦布乘船返回了西班牙。
在哥伦布第二次航行时，他开始要求伊斯帕尼奥拉岛的泰诺人向他进贡。根据柯克帕特里克·塞尔的描叙，每个超过14岁的成年人按规定必须每三月交纳一只足金鹰铃(hawks bell)，金铃不够时，代以25磅棉纱。一旦收不到这些贡赋，西班牙人会砍断泰诺人的手，并扣住他们直至血流尽而死。这些残忍的做法激起了泰诺人对西班牙人很多次的抵抗，这些抵抗活动有些取得了成功，有些则没有。
1511年，波多黎各的阿圭巴纳二世、阿拉西博(Arasibo)等几大酋长与加勒比人结盟，试图推翻西班牙人。但起义遭到胡安·庞塞·德莱昂总督的印第安-西班牙军队镇压。泰诺酋长哈土依(Hatuey)带领400名当地人从伊斯帕尼奥拉岛逃到了古巴，并与古巴当地人联合到一起。1512年2月2日他被烧死在火刑柱上。
1520年，一名叫恩里基(Enriquillo)的泰诺酋长在伊斯帕尼奥拉岛发动了3000多名泰诺人，成功地进行了一次暴动。迫使西班牙皇室政府赐予了这些泰诺人土地和特许令。尽管该地区存在小规模的西班牙军事力量。但他们经常通过外交单位，或在强大的本土盟友帮助下，控制了大部分地区。为换取季节性薪水及宗教和语言教育，泰诺人被要求为西班牙人和印第安土地拥有者工作，这种强迫劳动制度是监护征赋制的内容之一。

## 人口下降
在泰诺人最稠密的伊斯帕尼奥拉岛上，早期人口估计约在10万至100万之间，而牙买加和波多黎各最大人口估计数为60万。西班牙神父巴托洛梅·德拉斯·卡萨斯（当时生活在多明尼加共和国）曾在1561年的多卷《印第安人历史》中写道：
当我在1508年到达时，该岛上包括印第安人在内，所居住人口只有6万人，然而从1494年至1508年间，已有超过三百万的人死于战争、奴役和采矿，将来会有人相信这一切吗？
现今的研究人员怀疑巴托洛梅·德拉斯·卡萨斯夸大了1508年前的泰诺人口數量。如，安德森·科尔多瓦估计该岛最高居住人数为50万。所有的泰诺人口估计也只在几十万到800万之间。他们对旧大陆的疾病，尤其是天花没有抵抗力。监护征赋制给很多泰诺人带来在农场和矿井中的工作，以换取西班牙人的保护、教育和季节性报酬。在寻找黄金和其他矿产的幌子下，很多西班牙人利用所控制的印第安帮手(Anaborios)及西班牙监护者在当地的优势，大量窃取原住民的土地和财产。在查理五世皇帝废除农奴制的“监护征赋制”之前，泰诺人进行了长时间反抗印第安及西班牙压迫者的武装抗争。
在三十年中，有80％-90％的泰诺人死去。由于岛上西班牙人数激增，对食物的需求更高。泰诺人被要求种植西班牙人所需的作物，但一些泰诺人拒绝种植或收割庄稼，使西班牙人的希望遭破灭。在1495年和1496年，食品供应变得更加不足，5万多人死于严重的饥荒。历史学家认为，对泰诺人而言，传染病爆发造成的人口减少比任何战争或直接攻击更严重 。在1507年他们的人数已缩减至6万人。学者们认为传染病（天花、流感、麻疹和斑疹伤寒）是导致原住民人口下降的最直接原因。

## 近代泰诺遗产

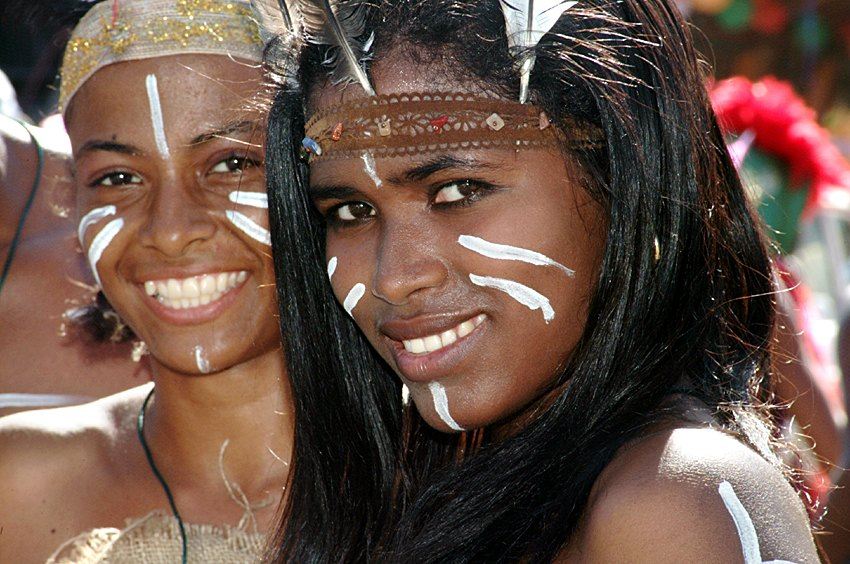
多米尼加狂欢节中化妆的泰诺姑娘(2005年)

有很多人，特别是在岛屿和美国大陆上的波多黎各和多米尼加人，被认为是泰诺人的后裔。但“活着的泰诺人”这一概念证明是有争议的，该种族及它的社会早就已被宣布灭绝。
一些学者，如波多黎各大学的民族志学者“贾利勒·苏德·巴迪洛”(Jalil Sued Badillo)断言，西班牙官方档案中纪录了泰诺人消失的说法。因此，现今没有活着的纯种泰诺人，但幸存者是有后代的，并与其它的族群通婚。最近的研究指出，在波多黎各和多米尼加共和国混血儿的比例极高。
多米尼加历史学家弗兰克·莫亚·庞斯(Frank Moya Pons)记录了西班牙殖民者与泰诺妇女通婚。随着时间的推移，他们中的一些混血后代又与非洲人通婚，创造三种族的克里奥文化。1514年的人口普查记录显示，有40％在多米尼加共和国的西班牙男性娶了泰诺族妻子。民族志学家林恩·奎塔(Lynne Guitar)写道，早在16世纪的西班牙档案中泰诺人就被宣布灭绝。但在随后的几年中，个别泰诺当地人又时常出现在遗嘱和法律记录中。
人类学及考古学家佩德罗·费伯(Pedro J. Ferbel Azacarate )博士写道，泰诺人和非洲人生活在孤立的“栗色区”（逃亡黑奴的避居区），利用他们所具备的野外生存能力，后逐惭演变成主要受泰诺文化影响的农村居民。费伯的文件反映，即使在当代多米尼加农村仍保留有泰诺语的特点及农艺、捕鱼、饮食方式、医术、技术、建筑、口述历史和宗教观念等。然而，这些文化特质往往被城市居民视为落后而瞧不起。“这真是太令人惊讶了，有这么多的泰诺传统、习俗和惯例一直在继续，”大卫·辛特龙(David Cintrón)在他的研究生毕业论文《泰诺复兴运动》中写道，“我们只是想当然地认为这些都是波多黎各或古巴的传统，从来没有意识到这是泰诺族自己的东西。
2002年在波多黎各进行的一项研究表明，超过61％的人口拥有美洲印第安人线粒体基因组(MtDNA)。另外的研究表明其范围更广。波多黎各大学的生物学教授胡安·卡洛斯·马丁内斯(Juan Carlos Martínez)，在对自己的线粒体基因组研究后说：“研究结果表明，我们土著血统的遗传基因肯定不低，甚至有可能比来自其它二个种族（高加索人种和尼格罗人种）的遗传更高”。平均而言，波多黎各人约有10-15％的美洲原住民线粒体基因组，其中大部分来源于泰诺族；它以单段基因混合在基因组中，在几百年前就完成了种族间基因段的链接组合。单倍型A和C基因的发现，说明泰诺印第安人的祖先不止一种，因为，他们的祖先-雅诺马马人并不拥有单倍型A基因。
一些旨在促进泰诺文化的遗产团体，如“雅提博尼库泰诺部落玻瑞肯族(the Jatibonicu Taíno Tribal Nation of Borikén)”（1970年）、“西印度群岛泰诺民族”（1993年）、“泰诺人联盟”（1998年）等纷纷成立，但这些团体能否完全代表泰诺文化，存在争议。据称一些泰诺团体“采用”了其他民族的传统。在加勒比海群岛，泰诺文化的许多方面都已失传或随着时间的推移，逐步与西班牙和非洲文化混杂。波多黎各岛、伊斯帕尼奥拉岛和古巴东部声称自己是本土血统的人，一直在努力维系着与历史身份相连接的文化。多米尼加教育家安东尼奥·德·莫亚，在1993年写道，“（印第安人）大屠杀是我们历史的大谎言......多米尼加泰诺人在与欧洲人接触后的500年来仍继续活着。

## 备注
1. ↑  .   [2014-05-21]. （原始内容存档于2013-10-31）.
2. ↑  桑德斯,尼古拉斯.J. 加勒比地区人：考古与传统文化百科全书. ABC-CLIO, 2005: xi, xv. ISBN 978-1-57607-701-6
3. ↑  1492年与多元文化. 的存檔，存档日期2009-12-22.
4. ↑  奎塔特, 琳恩. . KACIKE:加勒比印第安人的历史和人类学期刊.   [2011年5月27日]. （原始内容存档于2008年12月2日）.
5. ↑  雷捷 1907，第23頁.
6. ↑  阿克莱恩 et al. 2003，第12頁.
7. 1 2  . KPorterfield.   [2022-11-25]. （原始内容存档于2015-02-14）.
8. ↑  阿博特 2010.
9. 1 2  克里斯普 2006，第34頁.
10. ↑  洛兹, 第30–48页.
11. ↑  Martínez-Cruzado, J. C.; Toro-Labrador, G.; Ho-Fung, V.; Estévez-Montero, M. A.; Lobaina-Manzanet, A.; Padovani-Claudio, D. A.; Sánchez-Cruz, H.; Ortiz-Bermúdez, P.; Sánchez-Crespo, A. . Human Biology. 2001-08, 73 (4)  [2022-11-25]. ISSN 0018-7143. PMID 11512677. doi:10.1353/hub.2001.0056. （原始内容存档于2023-05-19）.
12. ↑  Madrigal, Lorena. . Cambridge University Press. 2006-06-01: 121  [2022-11-25]. ISBN 978-1-139-45353-0. （原始内容存档于2024-01-11） （英语）.
13. ↑  洛兹, 第16页.
14. ↑  洛兹,第13页
15. ↑  Internet Archive. . G.P. Putnam's Sons. 1992. ISBN 978-0-399-22116-3.
16. 1 2  洛兹, 第12页
17. ↑  柯克帕特里克·塞尔,天堂的征服,第100页, ISBN 0-333-57479-6
18. ↑  艾伦, 约翰·洛根. . 内布拉斯加大学出版. 1997年: 13页.
19. ↑  柯克帕特里克·塞尔, "天堂的征服",第155页,ISBN 0-333-57479-6
20. 1 2 3  D', Anghiera Pietro Martire. . BiblioBazaar. 2009-07: 143  [2022-11-25]. ISBN 978-1-113-14760-8. （原始内容存档于2022-11-25） （英语）.
21. ↑  洛兹,第 7 页
22. ↑  . 学生-雇员援助方案抵制化学品依赖.   [2007-10-02]. （原始内容存档于2007-10-16）.
23. ↑  卡伦·安德森·科尔多瓦.  (博士论文). 密歇根大学安娜堡分校: 大学缩微制品公司. 1990年.
24. ↑  . 在线治疗中心.   [2007-10-02]. （原始内容存档于2007-10-05）.
25. ↑  D', Anghiera Pietro Martire. . BiblioBazaar. 2009-07: 123  [2022-11-25]. ISBN 978-1-113-14760-8. （原始内容存档于2022-11-25） （英语）.
26. ↑  Traboulay, David M. . University Press of America. 1994: 44. ISBN 978-0-8191-9642-2 （英语）.
27. ↑  "泰诺人的悲剧", 在《历史》第322页,2007年7月至八月,第16页
28. ↑  Aufderheide, Arthur C.; Rodriguez-Martin, Conrado; Langsjoen, Odin. . Cambridge University Press. 1998-05-13: 204  [2022-11-25]. ISBN 978-0-521-55203-5. （原始内容存档于2023-03-16） （英语）.
29. ↑  Watts, Sheldon J. . Psychology Press. 2003: 86. ISBN 978-0-415-27816-4 （英语）.
30. ↑  舒密尔, 罗素. . 种族灭绝研究项目. 耶鲁大学.   [2014-05-24]. （原始内容存档于2011-09-08）.
31. ↑  Raudzens, George. . BRILL. 2003: 41. ISBN 978-0-391-04206-3 （英语）.
32. 1 2 3 4  Selina, C'est Moi-. . Anthropologist in the Attic. 2009-12-16  [2022-11-25]. （原始内容存档于2014-03-06）.
33. ↑  Taliman, Valerie. "泰诺民族活着并强壮"[永久] 印第安国家的今天, 2001年1月24日. 2009年9月24日检索.
34. ↑  马丁内斯·克鲁扎多, 约翰 C. (2002). "使用线粒体DNA来探索前哥伦布时代加勒比人的迁移:波多黎各的结果和多明尼加共和国的期望" 的存檔，存档日期2004-06-22. 卡兹克:加勒比印第安人历史和人类学杂志. 林恩·奎塔,编辑. (访问日期:2006年9月25日)
35. ↑  . www.hartford-hwp.com.   [2022-11-25]. （原始内容存档于2013-06-01）.
36. ↑  Young, Susan. . Nature. 2011-10-14  [2022-11-25]. ISSN 1476-4687. doi:10.1038/news.2011.592. （原始内容存档于2023-06-20） （英语）.
37. ↑  安东尼奥·德·莫亚, E. (l993). "Animación sociocultural y polisíntesis en la transformación del sistema educativo Dominicano." 教育杂志. 1(2): 6-10.